# Platypodinae
Platypodinae es una subfamilia de insectos en la familia Curculionidae. Realizan una importante tarea en las primeras etapas de descomponer material leñoso muerto en las zonas húmedas de los trópicos; excepto por dos especies son escarabajos que viven en simbiosis nutricional con el hongo ambrosia que cultivan en los túneles excavados en la madera muerta y que es el alimento exclusivo de sus larvas. Se destacan por perforar pequeños agujerillos que penetran la madera.

## Géneros
(Lista incompleta)

Tribu: Mecopelmini
- Mecopelmus

Tribu: Platypodini
- Austroplatypus – Baiocis – Carchesiopygus – Costaroplatus – Crossotarsus – Cylindropalpus – Dendroplatypus – Dinoplatypus – Doliopygus – Epiplatypus – Euplatypus – Megaplatypus – Mesoplatypus – Myoplatypus – Neotrachyostus – Oxoplatypus – Pereioplatypus – Peroplatypus – Platyphysus – Platypus – Teloplatypus – Trachyostus – Treptoplatypus – Triozastus

Tribu: Schedlariini
- Schedlarius

Tribu: Tesserocerini
- Diapodina - Tesserocerina